# Лела Марковић
Лела Марковић (Призрен, 3. март 1971) српска је књижевница.

## Биографија
Основну и средњу школу завршила је у Призрену, а дипломирала је на Правном факултету у Београду. Члан је Удружења књижевника Србије - Књижевног друштва Косова и Метохије и секретар Друштва пријатеља манастира Светих Архангела код Призрена.
Сарадник Православног мисионара духовно-путописним прилозима од 2015–2018. године и новина Српске патријаршије Православље од 2018–2020. године. Члан је Одбора за обнову Цркве Светог Пантелејмона у Призрену и Цркве Светог Николе (Рајкове) у Призрену. Творац је идејног решења едукативних друштвених игара за децу које производи Beoplast export import d.o.o. из Београда: "Православни празници", "Путевима Светог Саве", "Игра у џунгли", "Алиса", "Пут кроз земљу Недођију", "Златокоса", "Пут око света", "Закопано благо"; аутор је серије стихованих бојанки истог произвођача и творац идејног решења друштвене игре за децу "Свети Сава" коју производи Продукцијска кућа Чувари из Београда. Текстописац је више снимљених новокомпонованих песама.

## Награде
- Награда суботичког фестивала поезије ЗЛАТНИ ПЕСНИЧКИ СУСРЕТ за модерну песму 2002.[12]
- 3. награда Сцене Црњански, Београд, за поетски циклус ШТА ЈЕ ЉУБАВ, 2004.[13]
- 1. награда Књижевног друштва „Запис“ 2004., ЗАПИСОВИ ЛИРСКИ КРУГОВИ Горњи Милановац
- ДОСИТЕЈЕВО ПЕРО, 2. награда највећег на свету - жирија дечје публике ДОСИТЕЈ, за 2008.годину, у категорији за млађи школски узраст, књизи БАЈКЕ ЗА ЛАКУ НОЋ, (библиотеке града Београда, библиотеке „Доситеј Обрадовић“, Организације пријатељи деце и Центра за културу Вождовац).[14][15]
- 2. награда „Књижевни прелудијум“ 2015., у категорији поезије, Књижевна омладине Србије.[16]
- Плакета „Симо Матавуљ“ Удружења књижевника Србије у знак посебног признања за књижевни рад, 2017.[17][18]

## Дела
Аутор је књига поезије и прозе:
- У потрази за собом, 1997.г, издавач Дом културе Призрен, ID 53189132.
- Епилог, 1999.г, издавач Дом културе Призрен, ID 72654348.
- Српски Јерусалиме, 2001.г, издавач к.клуб «Јесењин», Београд. ID 89902604.
- Срце ми лута севером, 2002.г, издавач Удружење текстописаца за музичко стваралаштво, Београд.  978-86-902619-1-8
- Калдрмом ка југу, 2004.г, издавач Савез југословенских књижевника у отаџбини и расејању – САЈКОР, Београд.  978-86-83689-15-6
- Радосница, 2005.г, издавач Емпиреј, Београд.  978-86-84501-15-0
- Шта је љубав, 2006.г, издавач ЈП ПТТ саобраћаја „Србија“-КУД „Ђока Павловић“.  978-86-7038-061-5
- Бајке за лаку ноћ, 2008.г, издавач „Мали Немо“.  978-86-7972-026-9
- Срменица, 2008.г, издавач Аутор & Књижевна академија.  978-86-911993-0-2
- Призрене стари, 2012.г, приређивач са Радмилом Стојковић Кнежевић, издавач НИЈП Панорама и Друштво књижевника Косова и Метохије.  978-86-7019-293-5
- Заветне песме, 2013.г, издавач Граматик.  978-86-6135-036-8
- Призренски поменик, 2015.г, хрестоматија о познатим Призренцима, ауторско издање,  978-86-918997-0-7 216145164
- Призрен царски град - Српско историјско православно наслеђе, 2016.г, Туристички каталог (на пет језика), приређивач, издавач: Влада Републике Србије, Канцеларија за Косово и Метохију&Општина Призрен.
- Ткачи сребра, 2016.г, издавач: Аутор&Друштво пријатеља манастира Свети Арханђели код Призрена.  978-86-918997-1-4
- Давид и Голијат и још 19 старозаветних прича у стиху за децу, 2017.г, издавач: Аутор&Друштво пријатеља манастира Свети Арханђели код Призрена.  978-86-918997-2-1
- Шта то песму мори, сонетни венац са Ђорђем Чукаловићем, 2017.г, издавач: Аутори&Друштво пријатеља манастира Свети Арханђели код Призрена.  978-86-918997-3-8
- Читај како су написали (поезија за децу), 2018.г, издање аутора.  978-86-918997-4-5
- Краљ Петар Први у Призрену, 2018.г, издавач: Аутор&Друштво пријатеља манастира Свети Арханђели код Призрена.  978-86-918997-5-2
- Небеско платно, 2019.г, издавач: Граматик, Београд.  978-86-6135-148-8
- Good Night Fairy Tales, 2020.г. (ств. насл. изворника: Бајке за лаку ноћ), издање аутора за територију Републике Србије,  978-86-918997-6-9.
- Good Night Fairy Tales, 2020.г, издавач Amazon-Kindle Direct Publishing, ISBN 869189976Х.
- Богородица Љевишка у песмама, 2020.г, приређивач са Радмилом Кнежевић, издање аутора,  978-86-918997-7-6.
- Дилбер Тута Јоргушова, издање аутора 2022.  978-86-918997-8-3.
- Обликовање, издање аутора 2023.  978-86-918997-9-0
- У невреме Време, 2023.г, издавач: Аутор&Друштво пријатеља манастира Свети Арханђели код Призрена.  978-86-900122-5-1
- У путничком стану мојем, издање аутора 2024.г,  978-86-906802-0-7
- Очи времена, издање аутора 2025.г, ISBN 978-86-906802-1-4.